# Terencja
Terencja – imię żeńskie pochodzenia rzymskiego, powstałe z nazwy rzymskiego rodu Terentius (o nieznanym znaczeniu). Jego męską formą jest Terencjusz.
Terencja imieniny obchodzi 21 czerwca.
Zobacz też:
- Sainte-Thérence – miejscowość i gmina we Francji